# Tadeusz Ajdukiewicz

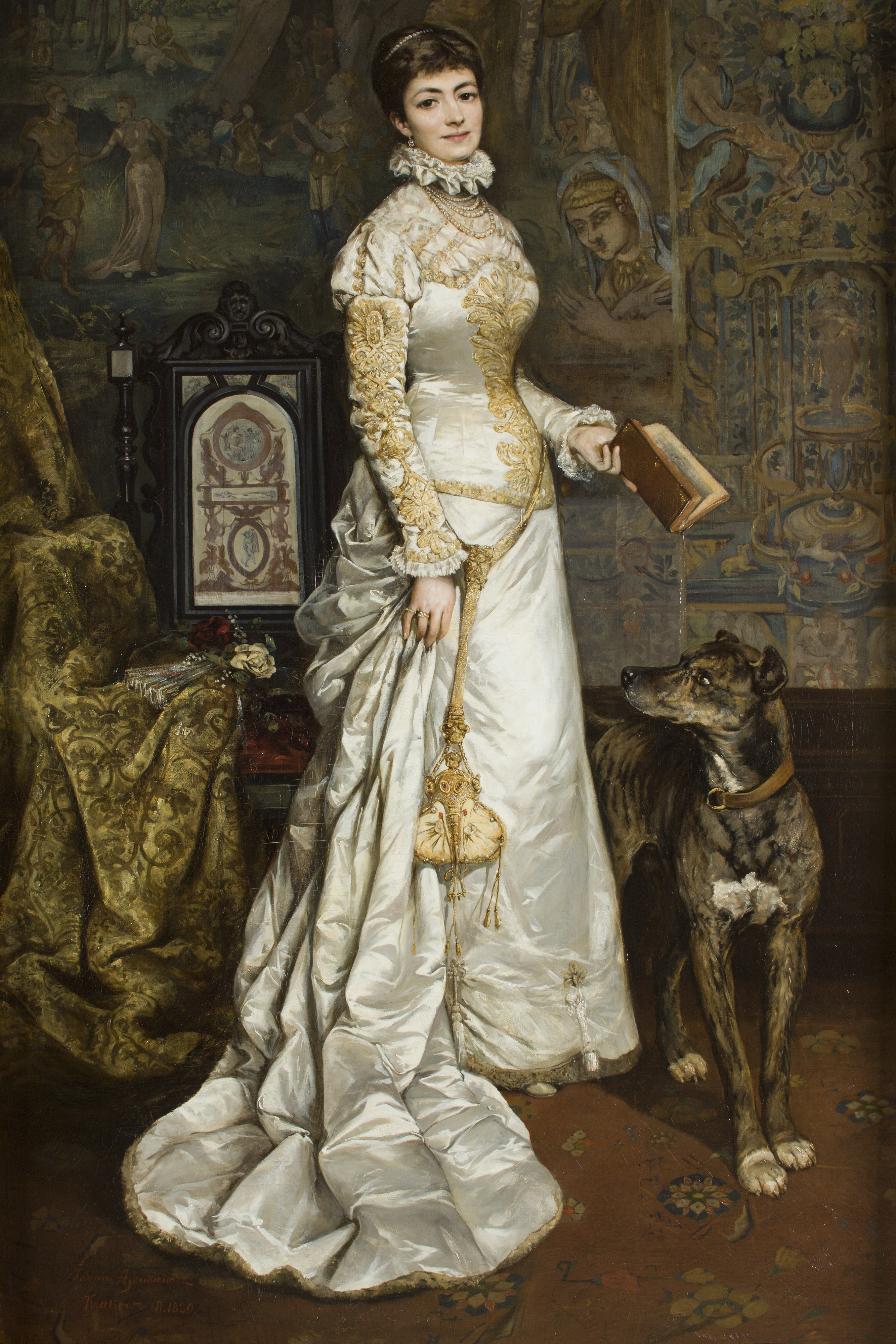
Tadeusz Ajdukiewicz - Portrait of Helena Modrzejewska, Muzeum Narodowe w Krakowie

Tadeusz Feliks Ajdukiewicz (ur. 22 sierpnia 1851 w Bochni, zm. 9 stycznia 1916 w Krakowie) – malarz; autor portretów, scen batalistycznych i rodzajowych.

## Życiorys
Emmanuel Swieykowski w swojej publikacji Pamiętnik Towarzystwa Przyjaciół Sztuk Pięknych w Krakowie wymienia jako miejsce urodzenia Ajdukiewicza Witkowice (w Tarnopolskiem). Także Witkowice w Tarnopolskiem pojawiają się w późniejszej publikacji Towarzystwa Przyjaciół Sztuk Pięknych w Krakowie, katalogu Koń w malarstwie i rzeźbie polskiej. W nekrologach z 1916 mowa o Witkowicach w Galicji. Polski Słownik Biograficzny z 1935 podaje że Tadeusz Ajdukiewicz urodził się w Wieliczce. Również niektóre publikacje, jak Österreichisches biographisches Lexikon 1815-1950 czy Encyklopedia PWN podają Wieliczkę. W spisie powszechnym mieszkańców Krakowa z roku 1880 sam artysta podaje, że urodził się w Bochni 21 sierpnia 1852 roku odmładzając się o rok. Rzeczywiście bowiem urodził się w Bochni, 22 sierpnia 1851 r.. Ojciec, Bronisław Ajdukiewicz, był c.k urzędnikiem skarbowym, matka, Bronisława Ajdukiewicz - z domu Malutowska, zajmowała się domem. Na chrzcie 27 sierpnia 1851 r. w parafii św. Mikołaja w Bochni otrzymał imiona Thaddeus Felix.
W latach 1868–1873 kształcił się w Szkole Sztuk Pięknych w Krakowie (u Władysława Łuszczkiewicza), a następnie w Akademiach Sztuk Pięknych: wiedeńskiej i monachijskiej (u O. Seitza i A. Wagnera) oraz w pracowni Józefa Brandta. W 1877 wraz z Władysławem Branickim brał udział w wyprawie do Azji Mniejszej, Egiptu oraz Nubii. Z licznych podróży przywiózł umiłowanie do tematyki orientalnej. W latach 1882–1893 pracował jako malarz nadworny w Wiedniu. Wykonywał portrety na zamówienie. W 1893 zaproszony został na dwór króla Bułgarii. Później pracował także jako malarz nadworny sułtana Abdulhamida II. 
Autor bardzo wielu obrazów, do których należą: Portret Władysława Eljasza, Portret Heleny Modrzejewskiej (1880), Konstanty Branicki na polowaniu, Konie na pastwisku (1874), Portret Andrzeja Potockiego na koniu. Malował również tematykę tatrzańską, m.in. obraz Wycieczka w Tatry, który jest prawdopodobnie identyczny z obrazem Obóz Chałubińskiego.
Po wybuchu i wojny światowej w 1914 wstąpił do Legionów Polskich Józefa Piłsudskiego. Zmarł w szpitalu wojskowym na skutek choroby.
Został pochowany na cmentarzu Rakowickim w Krakowie (kwatera HA, rząd zach.)

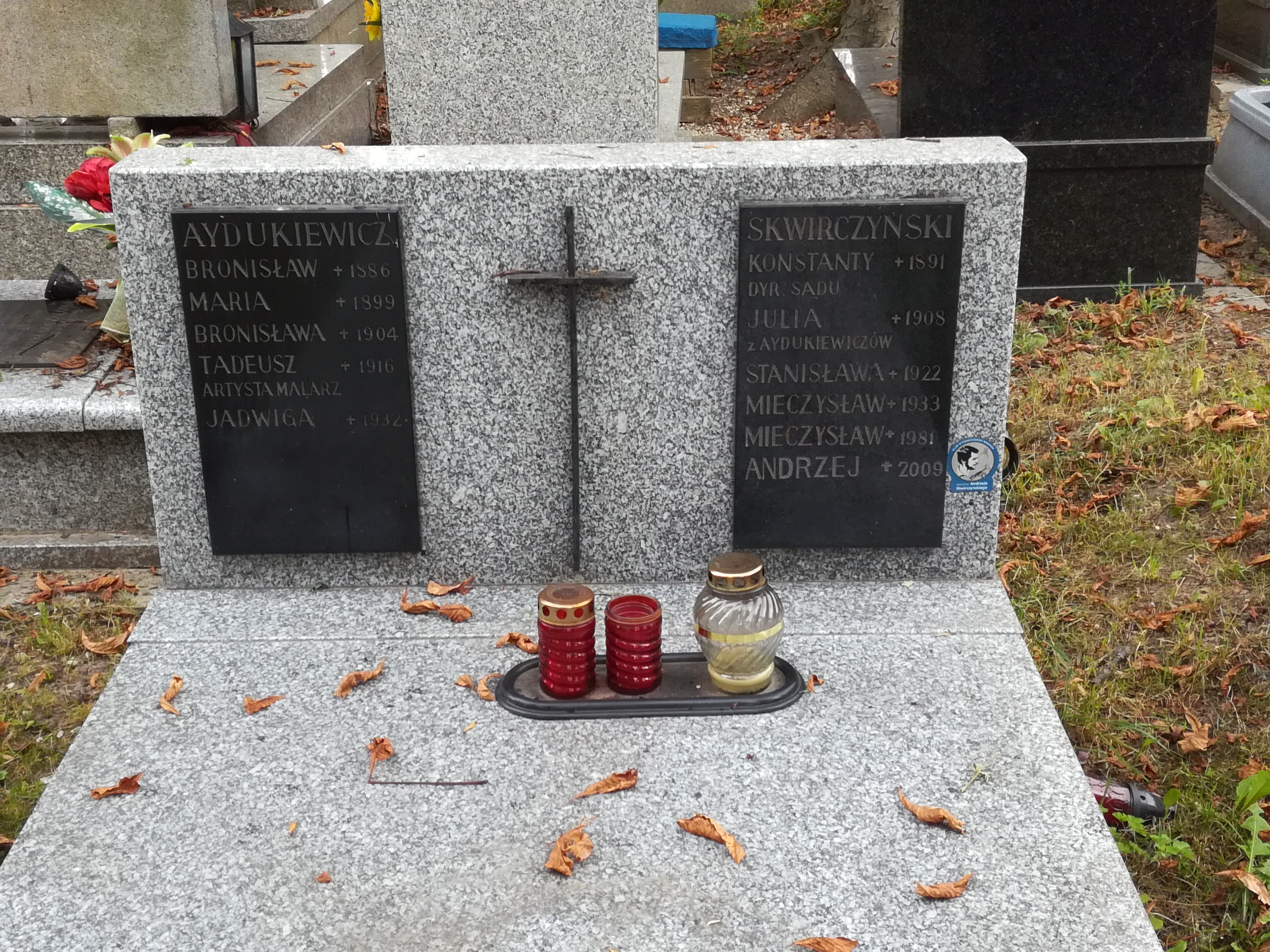
Grób Tadeusza Ajdukiewicza na cmentarzu Rakowickim w Krakowie